# Проснувшись в Рино
«Проснувшись в Рино» (англ. Waking Up in Reno) — фильм режиссёра Джордана Брэйди. Снят в США в 2002 году. При участии нескольких звёзд экрана: Наташи Ричардсон, Билли Боба Торнтона, Патрика Суэйзи, Шарлиз Терон, Пенелопы Крус, картина была негативно принята критикой и провалилась в прокате.

## Сюжет
Лонни Эрл Додд и его жена Дарлин, а также их друзья Рой и Кэнди Киркиндалл отправляются в автомобильное путешествие с востока на запад США. Их конечная цель — ралли-шоу монстр-траков. На остановке, в одном из придорожных ресторанов Техаса, Лонни Эрл участвует в рекламном конкурсе. Он в течение часа съедает котлету весом в 72 унции и выигрывает бесплатный ужин. По поводу маршрута в семье Доддов возникают разногласия. Дарлин хочет увидеть Гранд-Каньон, а Лонни настаивает на том, что они должны придерживаться расписания и двигаться более коротким запланированным ранее путём. Становится очевидным, что Дарлин существует в тени своего мужа, выполняет все его требования и принимает своё эмоциональное подавление без жалоб. Во время следующей остановки в городке аттракционов Кэнди идёт к гадалке, от которой узнаёт, что скоро у неё будет ребёнок. Девушка покупает несколько тестов на беременность и убеждается в правоте предсказания. Она вне себя от радости и сообщает эту новость всем, но Рой не разделяет её счастья: перед отъездом он был у врача, который в очередной раз подтвердил, что мужчина бесплоден. По непростым взглядам между Кэнди и Лонни становится очевидным, что именно он отец будущего ребёнка. Дарлин взбешена супружеской неверностью мужа. Она покидает отель и пытается восстановить душевное равновесие в чрезвычайно дорогих косметических салонах. В это же время Рой в баре отеля безуспешно пытается обольстить Бренду — шикарную женщину, которая оказывается не более чем дорогой проституткой. В конце концов обе пары встречаются в гостиничном номере и эмоционально выясняют отношения.
В эпилоге зритель узнаёт, что Рой и Кэнди стали родителями троих детей (результаты медицинских исследований были ошибочными), а Лонни Эрл и Дарлин — равноправными партнёрами в бизнесе.

## В ролях
- Наташа Ричардсон — Дарлин Додд
- Билли Боб Торнтон — Лонни Эрл Додд
- Патрик Суэйзи — Рой Киркиндалл
- Шарлиз Терон — Кэнди Киркиндалл
- Пенелопа Крус — Бренда

## Критика
Практически вся критика негативна. Variety утверждает, что роль Торнтона исполнена чрезвычайно бледно и вяло, особенно в противопоставлении с его живой и активной партнёршей, а режиссура Джордана Брэйди безлика и во многих ситуациях просто банальна. Хотя герои милы, и зритель в какой то момент даже рад, что они счастливы, с точки зрения киноведа Роджера Эберта они остаются лишь сценарными персонажами. Иногда их характеры меняются мгновенно ради комичной ситуации или дешёвой шутки. Подобного рода юмор журнал «Rolling Stone» называет тяжёлым, жирным и тупым, а режиссуру — блужданием в трущобах.